# 津田雄一
津田 雄一（つだ ゆういち、1975年6月26日 - ）は、日本の宇宙科学者。専門は、誘導航法制御、太陽系探査、宇宙機システムに関する研究。学位は、博士（工学）（東京大学、2003年3月）。
宇宙航空研究開発機構（JAXA）教授、総合研究大学院大学物理科学研究科宇宙科学専攻教授、東京大学大学院工学系研究科教授。
小惑星探査機はやぶさ2プロジェクトチームのプロジェクトマネージャとして知られるほか、宇宙ヨットIKAROSのサブチームリーダーを務めた。
他にもM-Vロケットの開発や小惑星探査機はやぶさの運用などにも携わった。

## 来歴
広島県安芸高田市生まれ。神奈川県相模原市育ち（在住）。相模原市立相模台小学校、相模原市立相模台中学校を経て、1994年に桐朋高校を卒業後、東京大学理科一類に進学。1998年に東京大学工学部航空宇宙工学科を卒業。2003年に東京大学大学院工学系研究科航空宇宙工学専攻博士課程を修了。東京大学へ博士論文「情報管理と誘導則の関係を考慮した大規模衛星群フォーメーションフライトアーキテクチャに関する研究」を提出し、博士（工学）の学位を取得。
同年、宇宙航空研究開発機構(JAXA)宇宙科学研究所宇宙飛翔工学研究系助教となる。
2014年に、JAXA宇宙科学研究所 宇宙飛翔工学研究系准教授に就任。2015年、はやぶさ2プロジェクトチームプロジェクトマネージャとなる。2020年から現職。

## 業績
東京大学時代から10センチメートル角の超小型衛星の開発に取り組んでいる。また、観測ロケット・大気球を使ったソーラーセイル展開実験もおこなっている。
太陽系と生命の起源解明を目的とする解明C型小惑星りゅうぐうを探査するはやぶさ2プロジェクトでは開発当初からプロジェクトエンジニアを務め、搭載機器の調整や探査機全体のシステム構築など現場の取りまとめを手掛け、プロジェクトマネージャに就任した。はやぶさ2は所望の小惑星探査に成功し、地球に帰還した。
宇宙ヨットIKAROSを用いた研究では太陽光の及ぼす圧力に関するデータを収集、モデリングに成功した。

## 人物
中学時代にはバスケットボール、高校時代には軟式テニスに取り組むなど、スポーツにも造詣が深い。
高校3年の時には一時失明するも、宇宙工学を志して勉学に邁進し、無事東京大学に現役合格した。
趣味は日曜大工で、自宅のキッチン棚などを製作している。
JAXA相模原キャンパスのある相模原育ちであり、現在も相模原市在住。既婚で3子あり。
2021年、サンフレッチェ広島のサンフレッチェ夢・チャレンジ大使に就任。